# TSV Bonn rrh.
Die TSV Bonn rrh. (Turn- und Sportvereinigung Bonn rrh. 1897/07 e. V.) ist mit über 2000 Mitgliedern der größte Sportverein im rechtsrheinischen Bonn-Beuel.

## Geschichte
Die TSV Bonn rrh. entstand am 24. August 1972 durch die Fusion des Turnverein Schwarz- und Vilich-Rheindorf 1907 mit dem Beueler Turnverein 1897.

### Volleyball
Die Volleyball-Männer spielten in den 1970er Jahren in der zweiten Bundesliga Nord und stiegen 1978 in die erste Bundesliga auf. Nach zwei Spielzeiten wechselte die Bundesliga-Mannschaft 1980 zum SC Fortuna Bonn.

### Bonner Jugendspielgemeinschaft (Bonner JSG)
Zur Handballsaison 2021/22 gründeten die Bonner Handballvereine TSV Bonn rrh., Godesberger TV, HSG Geislar-Oberkassel und Poppelsdorfer HV die Bonner Jugendspielgemeinschaft (Bonner JSG). Ziel war es die männlichen Nachwuchsmannschaften in Bonn nachhaltig zu stärken und den jungen Talenten eine Alternative zum Abwandern in die Nachwuchsakademien der Bundesligavereine zu bieten. Angeboten wurde eine Bandbreite vom Breitensport bis zum Leistungssport in allen Altersklassen. Die U19 qualifizierte sich in der Saison 2023/24 erstmals für die Jugendhandballbundesliga JBLH.

## Abteilungen
Bei der TSV Bonn rrh. werden in 20 Abteilungen folgende Sportarten angeboten:
- Fitness
- Handball
- Leichtathletik
- Prellball
- Schwimmsport
- Tanzen
- Tennis
- Tischtennis
- Turnen/Gymnastik
- Volleyball
- Wandern
- Geselligkeit
- Yoga/Qigong
- Ju-Jitsu/Judo
- Nordic Walking